# Parroquia de Saint George Gingerland
La Parroquia de Saint George Gingerland, también conocida como St. George's Gingerland, es una parroquia en el sudeste de la isla Nieves. Es una de 5 parroquias en la isla. Estas 5 parroquias, conjuntamente con las 9 parroquias de la isla de San Cristóbal, componen las 14 parroquias administrativas de la Federación de San Cristóbal y Nieves. Tiene una población de 2568 habitantes en una superficie de 18 km², por lo que su densidad es de 142,67 personas por kilómetro cuadrado. Su capital es Market Shop.
Es nombrada comúnmente como Gingerland, debido a la abundante cosecha de jengibre que se encuentra allí. La Iglesia Anglicana está situada dentro de la aldea principal, Market Shop. Gingerland también abarca otras aldeas: Chicken Stone, Zetlands y Zion. Gingerland es una de las parroquias más habitadas en Nieves, sobre todo porque las tierras más altas tienen suelo fértil y constantes precipitaciones. Muchas de las aldeas se sitúan a una altitud de más de 300 metros.
Gingerland provee a la mayor parte de Nieves con frutas y vegetales. Las granjas son pequeñas, en donde las cosechas se usan para consumo de sus propietarios y, en menor grado, para la venta. El ganado incluye ovejas y cabras, que vagan y pastan libremente, al igual que los cerdos, las vacas y los caballos. En la costa alrededor del Castillo Indio, la pesca es importante económicamente hablando. Las pistas para corridas de caballos se ubican cerca del acantilado Red Cliff; las carreras de caballo son jun evento frecuente en esta isla. El turismo es la otra industria importante en Gingerland; los principales hoteles tales como Old Manor y Golden Rock Estate eran originalmente plantaciones de caña de azúcar.
- Datos: Q1472520
- Multimedia: Saint George Gingerland / Q1472520